# Hunnenstein (Niederdossenbach)
Pour les articles homonymes, voir Hunnenstein.
La Hunnenstein (en allemand : Der Hunnenstein ; littéralement la « Pierre des Huns »), est un mégalithe datant du Néolithique situé près de la commune de Schwörstadt, dans le Bade-Wurtemberg, en Allemagne.

## Situation
Le menhir est situé à Niederdossenbach, ancienne municipalité aujourd'hui intégrée à Schwörstadt.

## Description
Il s'agit d'un monolithe en granite mesurant environ 2,50 m de hauteur.

## Histoire
Au XIXe siècle, le mot « Hunnenstein » a été gravé sur la largeur du menhir.